# Psephotellus
A mulgapapagáj (Psephotellus) a madarak osztályának papagájalakúak (Psittaciformes) rendjébe a szakállaspapagáj-félék (Psittaculidae) családjába és a rozellaformák (Platycercinae)  alcsaládjába tartozó nem. Egyes források a Psephotus nembe sorolják ezeket a fajokat is.

## Rendszerezésük
A  nemet Gregory Mathews ausztrál ornitológus írta le 1913-ban, amibe az alábbi 4 faj tartozik:
- Aranyosvállú mulgapapagáj (Psephotellus chrysopterygius vagy Psephotus chrysopterygius)
- Csuklyás mulgapapagáj (Psephotellus dissimilis vagy Psephotus dissimilis)
- † Paradicsomi mulgapapagáj (Psephotellus pulcherrimus vagy Psephotus pulcherrimus)
- Sokszínű mulgapapagáj (Psephotellus varius vagy Psephotus varius)